# Єршов Аркадій Віталійович
Аркадій Віталійович Єршов (рос. Аркадий Витальевич Ершов; 21 травня 1936, Вознесенськ — 21 травня 2005) — український радянський державний діяч, народний депутат України 1-го скликання, міністр соціального захисту населення України.

## Біографія
Народився 21 травня 1936 року в місті Вознесенську Миколаївської області. У 1955 році закінчив педагогічне училище і Центральну комсомольську школу. Закінчив Житомирський сільськогосподарський інститут та Вищу партійну школу при ЦК КПРС.
- У 1953—1955 роках працював учителем Анатоліївської середньої школи. Член КПРС з 1956 року.
- У 1955—1959 роках — секретар Тилігуло-Березанського районного комітету ЛКСМУ; інструктор Тилігуло-Березанського районного комітету КПУ; секретар партійної організації колгоспу імені Потриваєва Тилігуло-Березанського району Миколаївської області.
- У 1959—1961 роках — 1-й секретар Тилігуло-Березанського районного комітету ЛКСМУ Миколаївської області.
- У 1961—1963 роках — 2-й секретар Миколаївського обласного комітету ЛКСМУ.
- У 1963—1965 роках — 1-й секретар Миколаївського сільського обласного комітету ЛКСМУ.
- У 1965—1966 роках — голова виконавчого комітету Жовтневої районної Ради міста Миколаєва.
- У 1966—1968 роках — інструктор Ровенського обласного комітету КПУ: голова виконавчого комітету Дубнівської районної ради Ровенської області.
- У 1968—1972 роках — 1-й секретар Сарненського районного комітету КПУ Ровенської області.
- У 1972—1989 роках — 1-й заступник голови виконавчого комітету Рівненської обласної ради, голова Ровенського обласного агропромислового комітету.
- 14 вересня 1989 — 30 листопада 1990 року — голова виконавчого комітету Рівненської обласної ради.
- У 1990—1994 роках — Народний депутат України від Сарненського виборчого округу № 341.
- У 1991—1996 роках — міністр соціального забезпечення України, міністр соціального захисту населення України.

Могила Аркадія Єршова

Жив у Києві. Помер на 70-му році життя 21 травня 2005 року. Похований на Байковому кладовищі (ділянка № 49б, 50°25′2.90″ пн. ш. 30°30′3.30″ сх. д. / 50.4174722° пн. ш. 30.5009167° сх. д.).

## Нагороди
Нагороджений трьома орденами Трудового Червоного Прапора, медалями, Почесними Грамотами Президії ВР УРСР та почесною відзнакою Президента України.